# Malano
Malano (Maléne, AFI: [maˈlɛːnə], in dialetto locale) è il nome di diverse contrade del comune di Acquaviva delle Fonti, nella città metropolitana di Bari, ubicate approssimativamente tra il centro urbano e la Masseria del Capitolo, della cui sotto.

## Monumenti e luoghi d'interesse

### Masseria del Capitolo

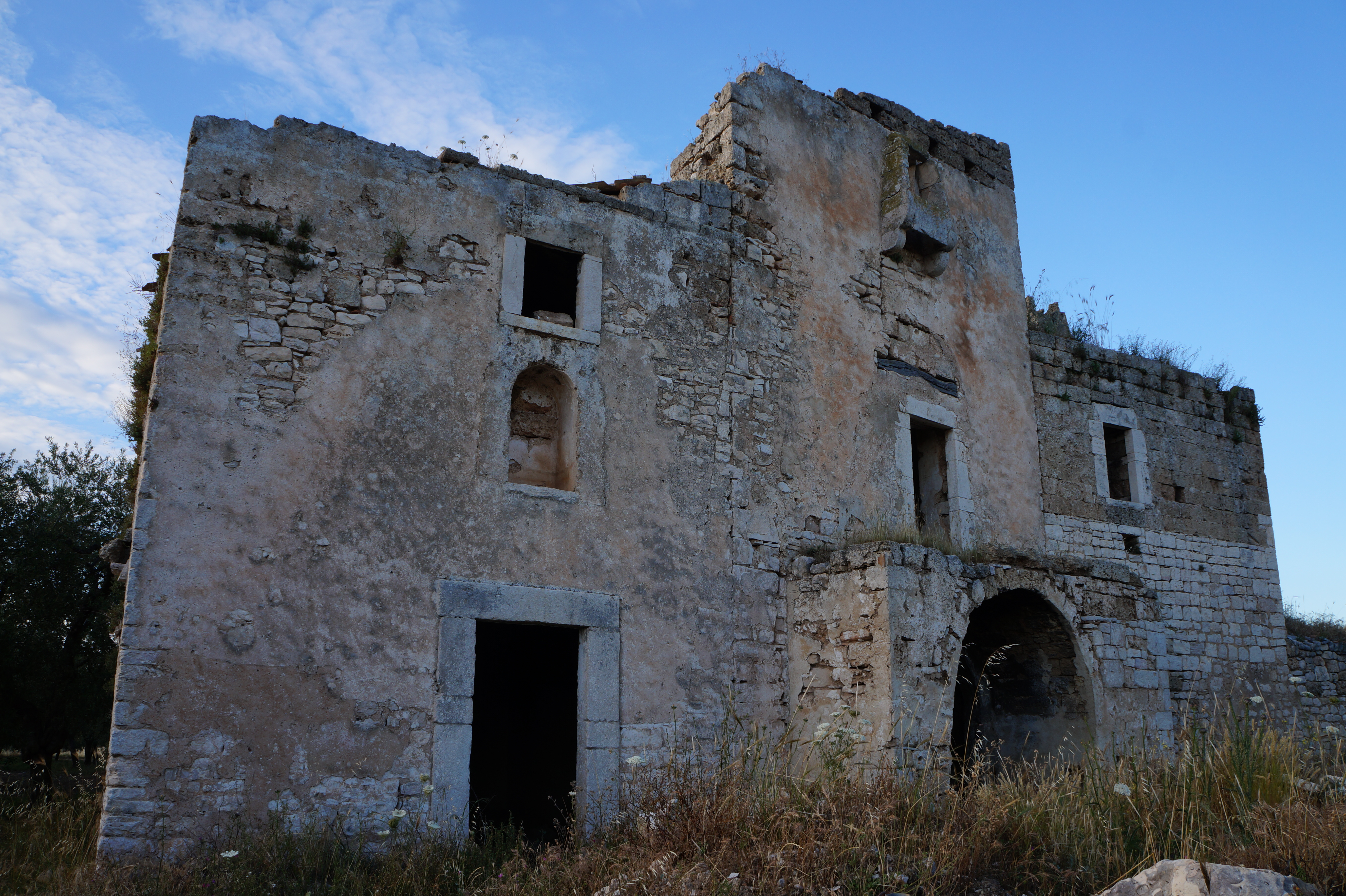
Facciata della Masseria del Capitolo e della cappella di San Giovanni Battista

La Masseria del Capitolo ha antiche origini, testimoniate dalla torre normanna, inglobata fra le pareti della cappella e le pareti della masseria stessa. Si trova a circa metà strada sulla SP 72 tra Acquaviva delle Fonti e Sannicandro di Bari.
La costruzione si trova nel Casalis Malani già esistente in epoca romana, come testimoniano i reperti archeologici trovati nella zona mentre si eseguivano lavori per l'impianto di un tendone: i trattori hanno disotterrato molte lastre tombali, ossa umane e cocci di diverso tipo databili IV-III secolo a.C. Sono venuti alla luce anche un blocco di pietra squadrata lunga 1,50 m (probabilmente un architrave), frammenti di ceramica rossa e tegole.
Il terreno fu donato nel 1428 al Capitolo della Chiesa di Acquaviva dalla signora Bianca Maria Arancapedes.

#### Cappella di San Giovanni Battista
Nella seconda meta del XVII secolo, la famiglia Pippi provvide ad ampliare la costruzione precedente con una cappella e una neviera. La cappella, dedicata a san Giovanni Battista, è affrescata con le immagini di sant'Eustachio, di san Giovanni Battista e della Madonna di Costantinopoli.